# Soul Time
Soul Time — студійний альбом американського джазового піаніста Боббі Тіммонса, випущений у 1960 році лейблом Riverside.

## Опис
Піаніст Боббі Тіммонс, більше відомий своєю фанковою грою і написанням музики, записав свою другу сесію на лейблі Riverside у 1960 році. Альбом містить чотири оригінальні композиції Тіммонса (найвідоміша серед яких «So Tired»), а також три стандарти, які виконує квартет, що включає трубача Блу Мітчелла, басиста Сема Джонса і ударника Арта Блейкі (який взяв участь у записі з дозволу лейблу Blue Note). Гурт добре грає свінгову музику, а гра Тіммонса тут більше наближена до бопу (на відміну від фанку).

## Список композицій
1. «Soul Time» (Боббі Тіммонс) — 6:18
2. «So Tired» (Боббі Тіммонс) — 6:10
3. «The Touch of Your Lips» (Рей Ноубл) — 4:10
4. «S'posin'» (Енді Разаф, Пол Деннікер) — 5:09
5. «Stella B.» (Річард Роджерс, Лоренц Гарт) — 5:40
6. «You Don't Know What Love Is» (Джин ДеПол, Дон Рей) — 6:12
7. «One Mo'» (Боббі Тіммонс) — 6:53

## Учасники запису
- Боббі Тіммонс — фортепіано
- Блу Мітчелл — труба (1—7)
- Сем Джонс — контрабас
- Арт Блейкі — ударні

Технічний персонал
- Оррін Кіпньюз — продюсер, текст
- Джек Хіггінс — інженер [запис]
- Кен Дірдофф — дизайн [обкладинка]
- Лоуренс Н. Шустак — фотографія [буклет]